# Carriole
|                        |          |
| País                   | França   |
| Data de criação        | séc. XIX |
| Carruagens semelhantes | não tem  |

Carriole é uma carruagem do séc. XIX de duas rodas puxada por um só cavalo. O nome carriole provem do latim — carrus.